# Iulus ellipticus
Iulus ellipticus är en mångfotingart som beskrevs av Charles Harvey Bollman 1887. Iulus ellipticus ingår i släktet Iulus och familjen kejsardubbelfotingar. Inga underarter finns listade i Catalogue of Life.